# Macadamia

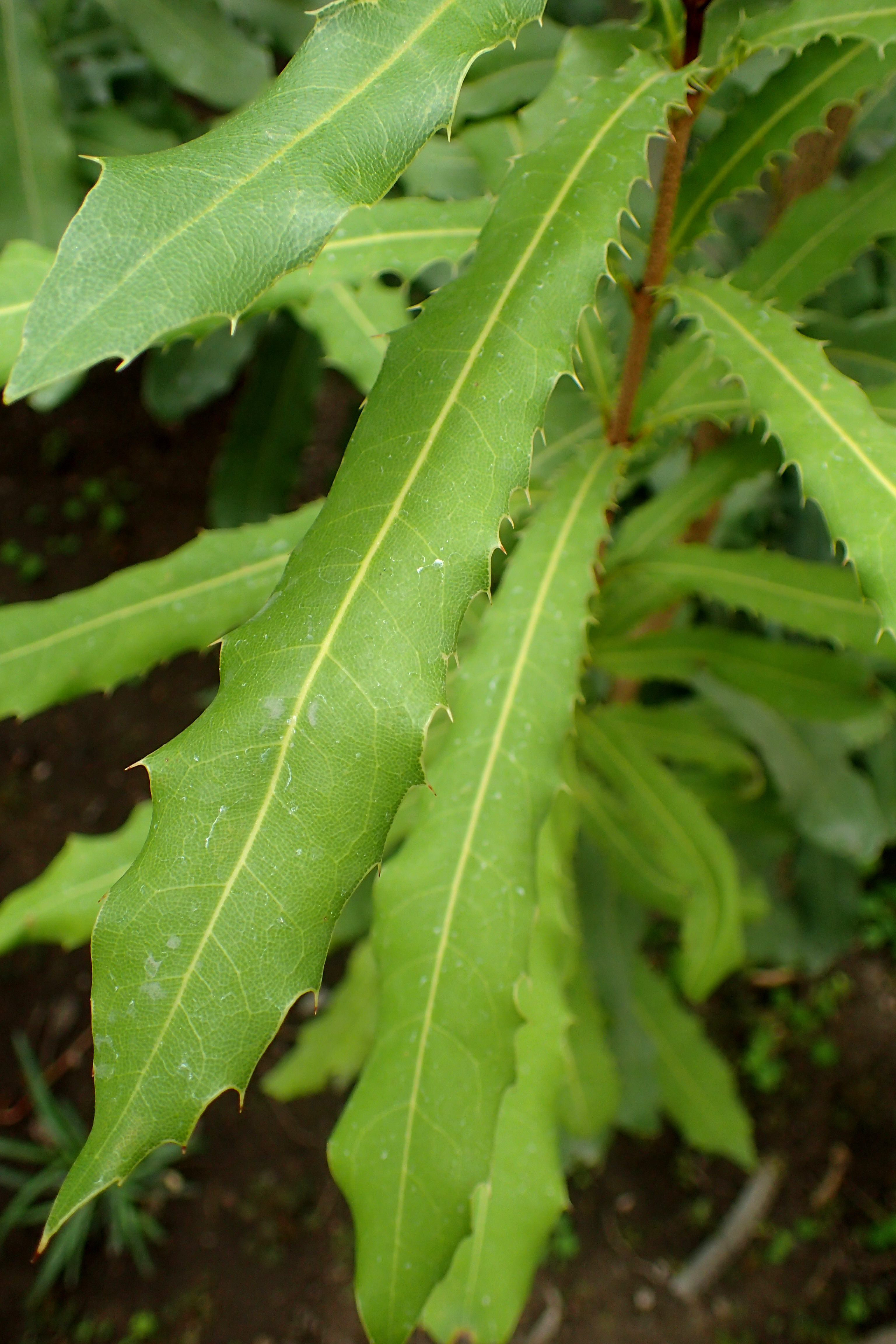
Folhas de Macadamia ternifolia, a espécie tipo do género.

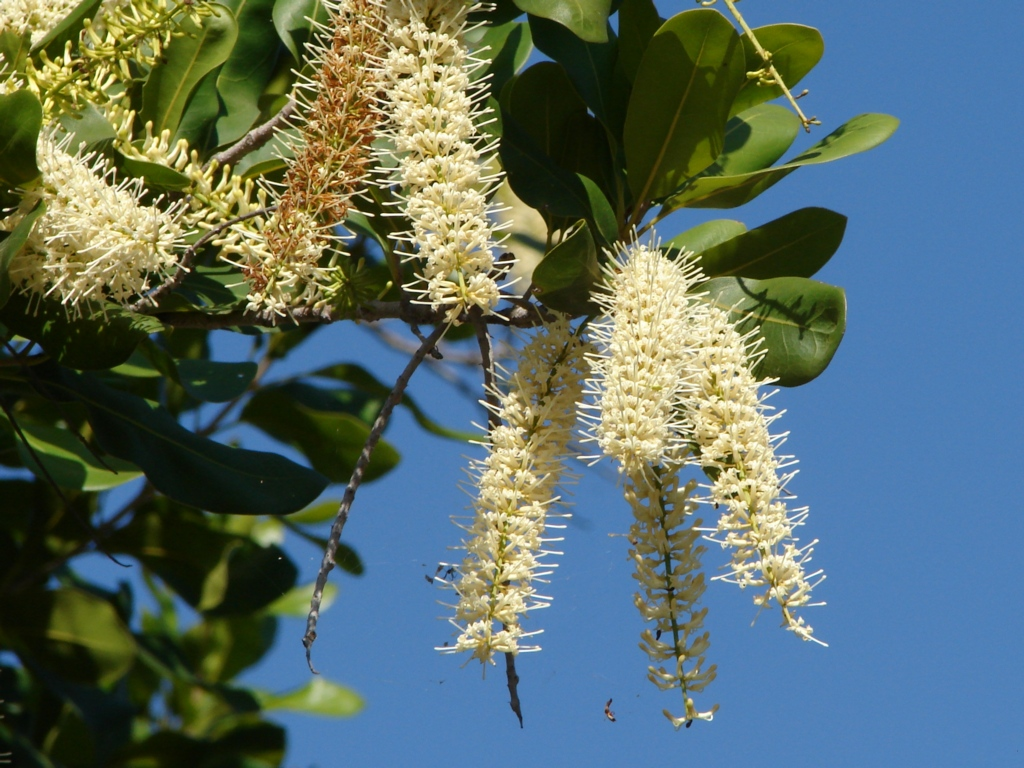
Inflorescências de Macadamia integrifolia.

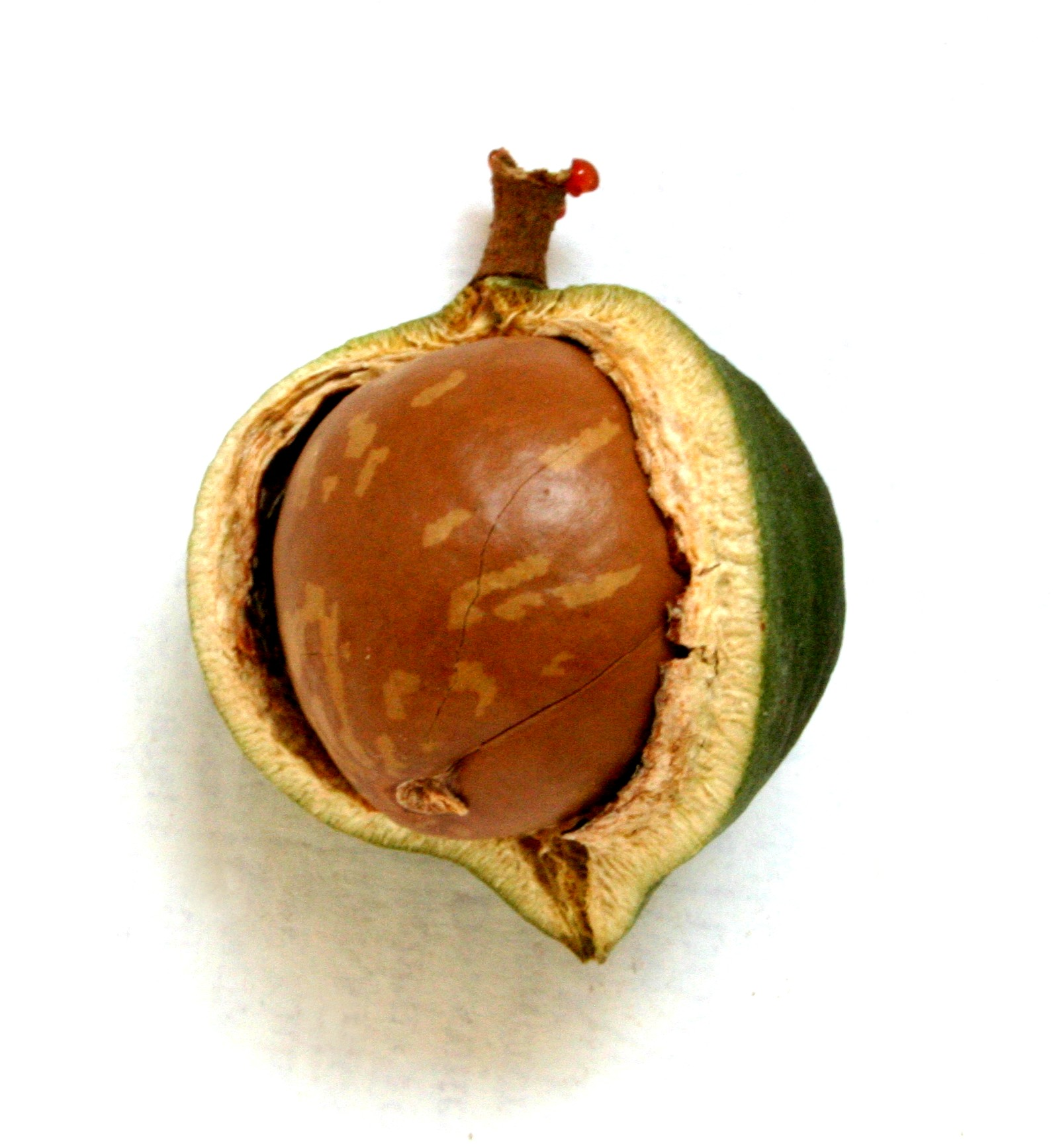
Fruto: folículo maduro parcialmente aberto.

Macadamia F. Muell., 1857 é um género de plantas arbóreas da família das proteáceas que inclui 4 espécies validamente descritas, mas que numa anterior circunscrição taxonómica incluía 14 espécies. Duas espécies  (M. integrifolia e M. tetraphylla) são cultivadas em diversas regiões tropicais e subtropicais para produção de uma noz, a macadâmia, utilizada para alimentação humana e para a produção de óleo de macadâmia para fins alimentares e para cosmética.

## Descrição
Os membros do género Macadamia são arbustos ou árvores perenifólias, de 2 a 12 m de altura, com folhas lanceoladas ou obovadas a elípticas, de 6–30 cm de comprimento e 2–12 cm de largura, com bordos inteiros ou serrados, organizadas em verticilos de 3 a 6 folhas. As inflorescências são rácimos axilares ou terminais, longos (5–30 cm) e estreitos, por vezes panículas, formados por pares de pequenas flores bracteadas, hermafroditas, com pedicelos curtos, sem brácteas, com 4 tépalas brancas, purpúreas ou rosadas, reflexas na ântese. O fruto, com sementes comestíveis em certas espécies, é um folículo lenhoso muito duro, tardi-deiscente, de forma globosa, mas com um ápice pontiagudo, com uma ou, raramente, duas sementes.

## Distribuição
O género tem distribuição natural limitada ao leste da Austrália e à Nova Caledónia, Indonésia e Celebes. As duas espécies que produzem nozes comestíveis (M. integrifolia e M. tetraphylla) foram introduzidas na China, sendo na actualidade também cultivadas em várias regiões de clima tropical e subtropical do Hawaii, das Américas (México, Bolívia, Colômbia e Costa Rica, Guatemala, Equador, Paraguai, República Dominicana, Peru e Venezuela), da África do Sul e de Madagáscar. A sua introdução no Peru, como cultura alternativa à produção de coca, foi feita através de um programa financiado pelo FONCODES (Fondo de Cooperación para el Desarrollo Social).

## Taxonomia
O género foi criado por Ferdinand von Mueller e publicado em Transactions of the Philosophical Institute of Victoria, vol. 2, p. 72, 1857. A espécie tipo é Macadamia ternifolia.
A etimologia do nome genérico resulta do género ter sido dedicado a John Macadam, um médico e naturalista que ao tempo era secretário do Philosophical Institute of Victoria.
Na sua actual circunscrição taxonómica o género Macadamia inclui as seguintes espécies:
- Macadamia integrifolia Maiden & Betche
- Macadamia jansenii C.L.Gross & P.H.Weston
- Macadamia ternifolia F.Muell.
- Macadamia tetraphylla L.A.S.Johnson

Anteriormente o género inclui outras espécies validamente descritas que entretanto foram atribuídas aos géneros Lasjia,
Catalepidia e Virotia. Essas espécies a sua distribuição pelos novos géneros é a seguinte:
- Lasjia P.H.Weston & A.R.Mast (até 2008 parte de Macadamia)
  - Lasjia claudiensis (C.L.Gross & B.Hyland) P.H.Weston & A.R.Mast; sinónimo, basinómio: Macadamia claudiensis C.L.Gross & B.Hyland
  - Lasjia erecta (J.A.McDonald & R.Ismail) P.H.Weston & A.R.Mast; sinónimo, basinómio: Macadamia erecta J.A.McDonald & R.Ismail
  - Lasjia grandis (C.L.Gross & B.Hyland) P.H.Weston & A.R.Mast; sinónimo, basinómio: Macadamia grandis C.L.Gross & B.Hyland
  - Lasjia hildebrandii (Steenis) P.H.Weston & A.R.Mast; sinónimo, basinómio: Macadamia hildebrandii Steenis
  - Lasjia whelanii (F.M.Bailey) P.H.Weston & A.R.Mast; sinónimo, basinómio: Helicia whelanii F.M.Bailey,[6] Macadamia whelanii (F.M.Bailey) F.M.Bailey
- Catalepidia P.H.Weston (até 1995 em Macadamia)
  - Catalepidia heyana (F.M.Bailey) P.H.Weston; sinónimo, basinómio: Helicia heyana F.M.Bailey,[7] Macadamia heyana (F.M.Bailey) Sleumer
- Virotia L.A.S.Johnson & B.G.Briggs (antriormente Macadamia, com a primeira espécie a ser renomeada em 1975 e completo em 2008)
  - Virotia angustifolia (Virot) P.H.Weston & A.R.Mast; sinónimo, basinómio: Macadamia angustifolia Virot
  - Virotia francii (Guillaumin) P.H.Weston & A.R.Mast; sinónimo, basinómio: Roupala francii Guillaumin
  - Virotia leptophylla (Guillaumin) L.A.S.Johnson & B.G.Briggs (espécie tipo desde 1975); sinónimo, basinómio: Kermadecia leptophylla Guillaumin
  - Virotia neurophylla (Guillaumin) P.H.Weston & A.R.Mast; sinónimo, basinómio: Kermadecia neurophylla Guillaumin, Macadamia neurophylla (Guillaumin) Virot
  - Virotia rousselii (Vieill.) P.H.Weston & A.R.Mast; sinónimo, basinómio: Roupala rousselii Vieill
  - Virotia vieillardi (Brongn. & Gris) P.H.Weston & A.R.Mast; sinónimo, basinómio: Roupala vieillardii Brongn. & Gris

## Cultivo e usos
Apenas duas espécies do género apresentam importância comercial no campo alimentar por serem as únicas que produzem a noz comestível conhecida por macadâmia: Macadamia integrifolia e Macadamia tetraphylla. As nozes das demais espécies são venenosas devido à presença de glicosídeos, ainda que estes glicosídeos possam ser eliminados mediante diversos processos, alguns dos quais já eram conhecidos dos povos aborígenes australianos.
Os frutos de algumas espécies de Macadamia são também utilizados para a produção de cosméticos, já que contribuem para a hidratação da pele, pois as suas nozes contêm ácido palmitoleico (C16:1), um ácido gordo ómega 7 e são especialmente ricas em ácido oleico, ácido linoleico, vitamina E e esteróis (especialmente avenasterol), que lhe dão propriedades suavizantes e calmantes.